# Fascia superficiale
La fascia superficiale è una fascia presente praticamente in tutto il corpo e situata profondamente al derma. È il costituente intermedio dell'ipoderma e, negli animali dotati di pelliccia, contiene i cosiddetti muscoli pellicciai che servono per scuotere la stessa; nel corpo umano tale funzione è stata persa, ma permane in alcune aree, come sul viso, sulla porzione superiore del muscolo sternocleidomastoideo, nella nuca, sopra lo sterno e a livello del muscolo platisma.